# Premi Ciutat de Palma-Joan Alcover de Poesia en català
El Premi Joan Alcover de poesia en català és una modalitat dels Premis literaris Ciutat de Palma. El convoca l'Ajuntament de Palma des de 1955. El termini d'inscripció s'obre durant el mes de juny i el premi s'anuncia al gener. El 2022 comptava amb una dotació de 12.000 euros.
L'obtenció del premi pel escriptor espanyol Jorge Fernández Gonzalo en l'edició de 2022 va causar polèmica, atès que l'obra guanyadora havia estat escrita originalment en castellà i traduïda al català pel mateix autor, qui, a més, va fer el discurs d'agraïment en castellà.

## Guanyadors
- 1955 Llorenç Moyà per La posada de la núvia
- 1956 Guillem Colom i Ferrà per La terra al cor
- 1957 Rafel Jaume per Las oraciones
- 1958 Baltasar Coll per L'arc i Valentín Arteaga per La esperana del barro
- 1959 Rafel Jaume per Los sonetos
- 1960 No concedit
- 1961 Jaume Vidal Alcover per Dos viatges per mar
- 1962 Joan Valls i Jordà per Les roses marginals i Josep Maria Forteza per Invitación a la esperanza
- 1963 Ana Inés Bonnín per Compañeros de ruta
- 1964 Joan Manresa per Un, algunes vegades i Antoni Fernández Molina per Jinete de espaldas
- 1965 Guillem Frontera per El temps feixuc i Antonio Murciano per Fe de vida
- 1966 Jaume Pomar per Tota la ira dels justos i Juana de Ibarbourou per Elegía
- 1968 Rafael Socias per Camina, caminaràs i Salustiano Masó per La música y el recuerdo
- 1969 Bartomeu Fiol per Camp rodó i Marcelino García Velasco per Soledad tengo de tí
- 1970 Jaume Pomar per Inútil fracàs i Carlos Murciano per Clave
- 1971 Oleguer Huguet per Amb l'arrel enlaire i José María Fernández Nieto per Galería íntima
- 1972 Miquel Àngel Riera per Poemes de Miamar i Julio Alfredo Egea per Desventurada vida y muerte de María Sánchez
- 1973 Ramon Pinyol per Falconejant i Cristina Lacasa Begué per La lengua múltiple
- 1974 Xavier Vidal-Folch per Hem marxat amb el temps
- 1975 Francesc Parcerisas per Dues suites i Cristina Peri-Rossi per Exactamente como los argelinos en París
- 1976 No convocat
- 1977 Pere Rosselló Bover per Aplec de distàncies i Manuel Jurado López per Piedra adolescente
- 1978 No convocat
- 1979 Manuel Santos Sánchez per Rapsòdia nocturna
- 1980 Felip Demaldé per Crònica dels Argonautes
- 1981 Gaspar Jaén per La festa
- 1982 Guillem Soler Niell per Boulevards de tardor
- 1983 Andreu Vidal Sastre per March/Artur Necròpsia
- 1984 Jacint Sala per El xerrac i la subtilesa
- 1985 Antoni Vidal i Ferrando per Racó de n'Aulet
- 1986 Joan Casas i Feliu Formosa per Amb efecte
- 1987 Margalida Pons per Les aus
- 1988 Antoni Clapés per Crepuscle de mots
- 1989 Miquel Bezares per Carnaval
- 1990 Arnau Pons per Intromissió
- 1991 Jordi Pàmias per Entre el record i el somni
- 1992 Josep Maria Llompart per Spiritual
- 1993 Josep Ballester per L'holandès errant
- 1994 Ponç Pons per On s'acaba el sender
- 1995 Antoni Vidal Ferrando per El batec de les pedres
- 1996 Lluís Calvo per L'estret de Bering
- 1997 Enric Casassas per Plaça Raspall
- 1998 Josep Ramon Roig per Malbé
- 1999 Susanna Rafart per Jardins d'amor advers
- 2000 Miquel Mestre per El foc del glaç
- 2001 Manel Ollé per Mirall negre
- 2002 Txema Martínez Inglés per Sentit
- 2003 Hèctor Bofill per Les genives cremades
- 2004 Josep-Lluís Aguiló per Monstres
- 2005 Jordi Llavina per La corda del gronxador
- 2006 Pere Joan Martorell per Dansa nocturna
- 2007 Emmanuel David Marí per El tàlem
- 2008 Jaume C. Pons Alorda per Cilici
- 2009 Pere Perelló Nomdedéu per Potre(s)
- 2010 Miquel Cardell per Informacions meteorològiques
- 2011 Jordi Julià per Gent forastera
- 2012 Josep Maria Llauradó Pons per El vers de l'esclau
- 2013 Ben Clark per La Fiera
- 2014 Jordi Ibáñez Fanés per Davant la tomba d'Orfeu
- 2015 Marcel Riera Bou per Occident
- 2016 Joan Manuel Homar per La lentitud de la mirada
- 2017 Carles M. Sanuy per L'ordre de les coses
- 2018 Joan Manuel Pérez i Pinya per Atletes de la fuga[5]
- 2019 Raquel Casas Agustí per Estimar Nick Kamen[6]
- 2020 Albert Garcia Elena per El coure sota el Hudson[7]
- 2021 Elm Puig Mir per Planeta latent[8]
- 2022 Jorge Fernández Gonzalo per Ecogrames[3]
- 2023 Marina de Cabo Pons per Deixar de fer peu[9]